# Nasi pecel
Le nasi pecel est un plat de riz javanais servi avec du pecel (légumes et sauce arachide). Les légumes sont généralement des kangkung ou épinards d'eau, des haricots kilomètres, des feuilles de cassave, des feuilles de papaye et, à Java oriental, il est servi avec du kembang turi. 